# Zoran Mamić
Zoran Mamić (Zagreb, 30 de setembro de 1971) é um treinador e ex-futebolista croata que atuava como zagueiro ou volante. Atualmente está sem clube.

## Carreira como jogador
Iniciou a carreira no Dínamo Zagreb, em 1989. Já pela Seleção Croata, Mamić fez parte da boa campanha na Copa do Mundo FIFA de 1998, em que a Croácia conquistou o 3º lugar.

## Títulos

### Como jogador
Dínamo Zagreb
- Campeonato Croata: 1992–93, 1995–96, 2005–06 e 2006–07
- Copa da Croácia: 1993–94, 1995–96 e 2006–07
- Supercopa da Croácia: 2006

### Como treinador
Dínamo Zagreb
- Campeonato Croata: 2013–14, 2014–15, 2015–16 e 2019–20
- Copa da Croácia: 2014–15 e 2015–16

Al Ain
- UAE Pro League: 2017–18
- Copa do Presidente: 2017–18